# Blaue Fächerblume

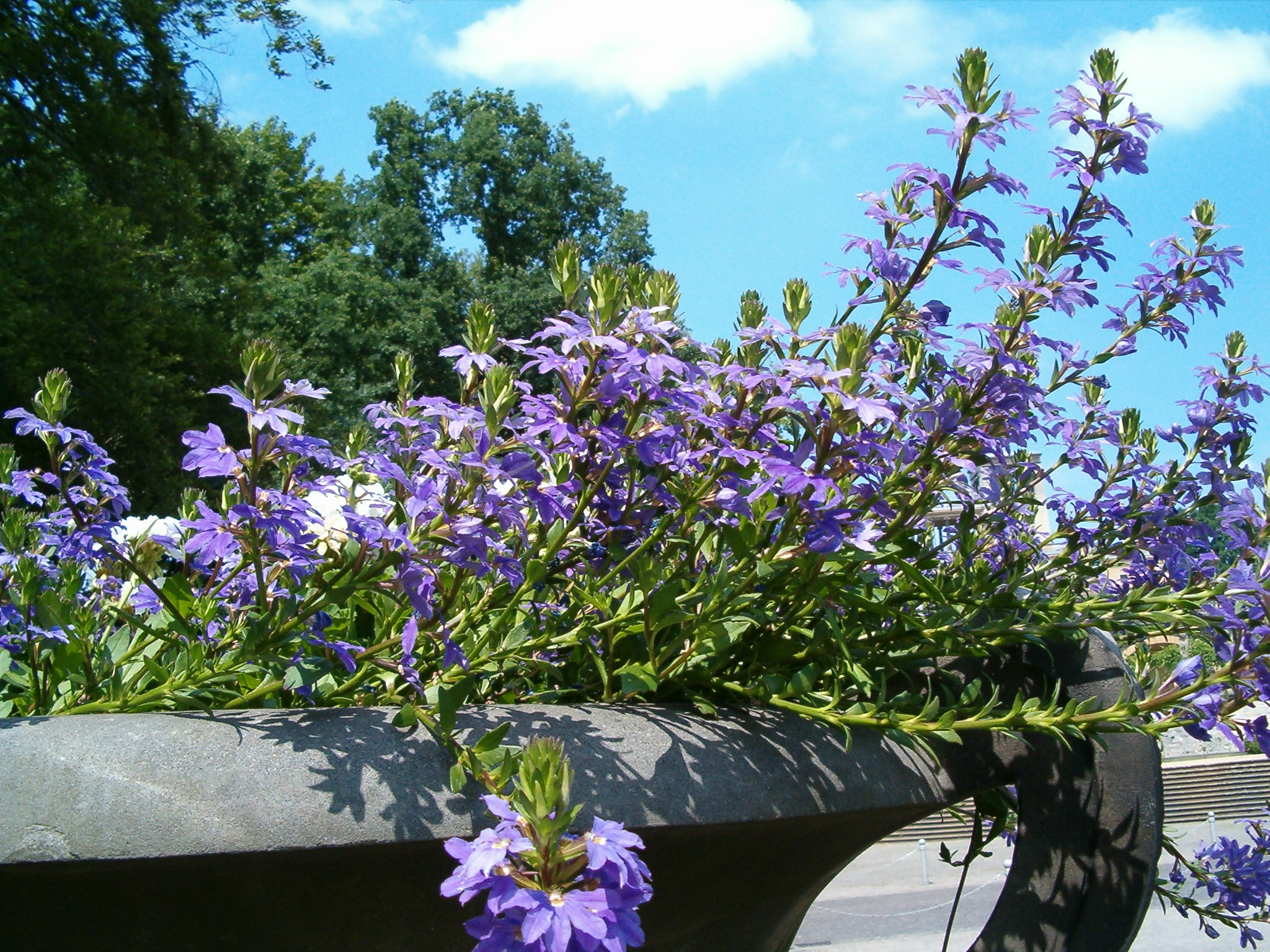
Blaue Fächerblume (Scaevola aemula) im Park Sanssouci in Potsdam

Die Blaue Fächerblume (Scaevola aemula) ist eine Pflanzenart aus der Gattung der Fächerblumen (Scaevola) in der Familie der Goodeniengewächse (Goodeniaceae).

## Merkmale
Die Blaue Fächerblume ist eine immergrüne, ausdauernde krautige Pflanze, die Wuchshöhen von 15 (selten bis 50) Zentimetern erreicht. Der Stängel ist aufrecht oder liegend-aufsteigend und verzweigt. An den Knoten (Nodien) bilden sich keine Wurzeln. Stängel und Blätter sind mit dicken, angedrückten, gelblichen Haaren bedeckt bis fast kahl. Die Laubblätter sind nicht sukkulent, verkehrt-eiförmig bis spatelförmig und behaart. Die unteren Blätter sind 1 bis 9 Zentimeter lang und 0,4 bis 3 Zentimeter breit. Am Grund verschmälern sie sich in den Stiel. Die oberen Blätter sind verkehrt-eilanzettlich, ungefähr 1 Zentimeter lang, sitzend und gesägt bis ganzrandig. Die Blattränder sind gezähnt.
In endständigen, bis 25 Zentimeter langen ährigen Blütenständen stehen zahlreiche Blüten zusammen. Die laubblattähnlichen Hochblätter weisen eine Länge von 4,5 bis 7 mm auf. Die zygomorphen Blüten sind zwittrig und fünfzählig. Die fünf Kelchblätter sind verwachsen, 0,5 Millimeter lang, breit dreieckig und behaart. Die fünf Kronblätter sind an der Basis verwachsen. Die blaue oder tief blauviolette, selten weiße bis blassblaue Krone misst 10 bis 25 (selten bis 30) Millimeter im Durchmesser. Die Kronröhre oben ist bis zum Grund geschlitzt und außen behaart. Die fünf Abschnitte sind fächerförmig nach einer Seite gerichtet, innen am Grund bärtig und außen in der Mitte behaart. Es ist nur ein Kreis mit fünf freien Staubblättern vorhanden. Zwei Fruchtblätter sind zu einem Fruchtknoten verwachsen. Die Griffel befindet sich unterhalb des bewimperten Narbenbechers, zusammen mit einer Gruppe steifer Haare, die so lang sind wie der Narbenbecher.
Die Blütezeit auf der Nordhalbkugel reicht meist von Mai bis Oktober, selten beginnt sie schon im April, in den Heimatgebieten entsprechen von August bis März. Es ist eine tagneutrale Pflanze, ist also weder Kurz- noch Langtagpflanze.
Die eiförmige Steinfrucht ist bis zu 4,5 mm lang und behaart.

## Vorkommen
Die Blaue Fächerblume kommt in Südost-Australien und Tasmanien auf offenen, trockenen Sand- und Lehmböden im Trockenbusch und an sandigen Küstengebieten vor.

## Nutzung
Die Blaue Fächerblume wird einzeln als Zierpflanze z. B. in Ampeln und Balkonkästen genutzt. Sie ist vermutlich seit Ende des 20. Jahrhunderts in Kultur. Es gibt mehrere Sorten, beispielsweise Blue Wonder mit blauvioletten Blüten und smaragdgrünen Blättern oder Brilliant mit blauen Blüten.

## Systematik
Die Erstbeschreibung erfolgte 1810 durch Robert Brown. Die lateinische Bezeichnung nimmt Bezug auf Gaius Mucius Scaevola, eine Gestalt der römischen Frühgeschichte, der der Sage nach seine rechte Hand ins Feuer hielt, um zu demonstrieren, dass Schmerzen ihn nicht zum Verräter machen würden. Fortan trug er den Namen Scaevola (Linkshand). Die Blaue Fächerblume erhielt diesen Namen aufgrund ihrer zygomorphen Blüten. Der für diese Art manchmal gebrauchte Name Scaevola saligna G.Forst. ist lediglich ein Nomen nudum, da er von Georg Forster 1786 ohne Beschreibung aus Neukaledonien genannt wurde. Er kann daher nicht verwendet werden.